# Glomosporium
Glomosporium Kochman – rodzaj podstawczaków należący do rodziny Glomosporiaceae. Mikroskopijne grzyby pasożytnicze powodujące grzybowe choroby roślin.

## Systematyka
Pozycja w klasyfikacji według Index Fungorum: Glomosporiaceae, Urocystidales, Incertae sedis, Ustilaginomycetes, Ustilaginomycotina, Basidiomycota, Fungi.
Takson utworzył w 1939 r. Józef Kochman. Według K. Vánky i M. Lutza Glomosporium jest synonimem rodzaju Thecaphora.
Gatunki:
- Glomosporium amaranthi Hirschh. 1945
- Glomosporium leptideum (Syd. & P. Syd.) Kochman 1939

Nazwy naukowe na podstawie Index Fungorum.

## Występowanie
Przedstawiciele Glomosporium występują w Ameryce Północnej, Środkowej, Południowej, Europie, Azji i Australii. W Polsce występuje Glomosporium leptideum.